# Cordófonos concheros

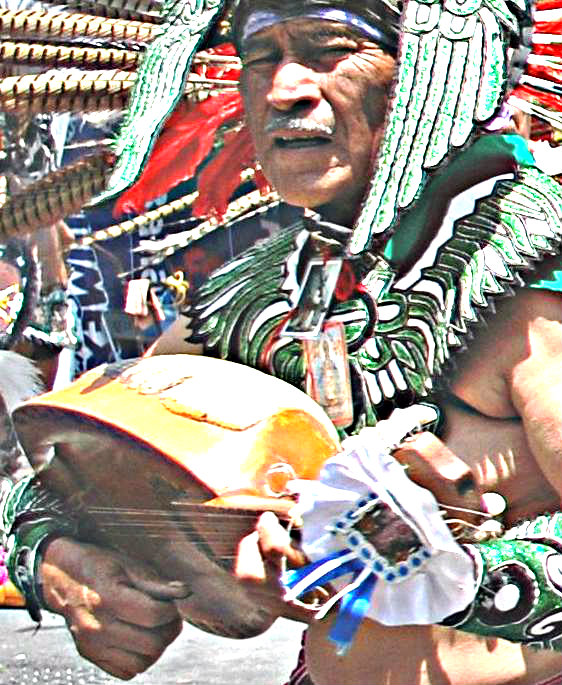
Conchero

Los cordófonos concheros son instrumentos de cuerda pulsada mexicanos que tienen tres variantes:
- mandolino de concheros o mandolina conchera: de 4 órdenes dobles (8 cuerdas)
- vihuela de concheros o vihuela conchera: de 5 órdenes dobles (10 cuerdas)
- guitarra de concheros o guitarra conchera: de 6 órdenes dobles (12 cuerdas)

En su estructura poseen concha de armadillo, madera con forma de concha o calabazo como caja de resonancia. Se usa en las Danzas de Concheros. El nombre de concheros deriva de la concha.

## Enlaces
- Video Youtube - Mandolinas de concha
- Video Youtube - Mandolina de concha
- Foto de una mandolina de concha
- Foto de un conchero

- Datos: Q5158627